# نورول سريانكيم
نورول سريانكيم (بالتايلندية: นูรูล ศรียานเก็ม) (8 فبراير 1992 في تايلاند - ) هو لاعب كرة قدم تايلندي في مركز الهجوم. شارك مع منتخب تايلاند تحت 23 سنة لكرة القدم ومنتخب تايلاند لكرة القدم. أما مع النوادي، فقد لعب مع نادي تشونبوري ونادي شيانج ري يونايتد.

## وصلات خارجية
- نورول سريانكيم على موقع قاعدة بيانات كرة القدم.إي يو (الإنجليزية)
- نورول سريانكيم على موقع ناشيونال فوتبول تيمز (الإنجليزية)
- نورول سريانكيم على موقع Soccerway.com (الإنجليزية)
- نورول سريانكيم على موقع عالم كرة القدم.نت (الإنجليزية)